# The Cry of the Weak
The Cry of the Weak er en amerikansk stumfilm fra 1919 af George Fitzmaurice.

## Medvirkende
- Fannie Ward som Mary Dexter
- Frank Elliott som Dexter
- Walt Whitman som Creighton
- Paul Willis som Budd